# Tachina plumbea
Tachina plumbea là một loài ruồi trong họ Tachinidae.